# Delstatsvalet i Bayern 2013
Delstatsvalet i Bayern 2013 hölls den 15 september med syftet att välja de 180 parlamentarikerna till Bayerns delstatsparlament. Valet hölls en vecka före Förbundsdagsvalet 2013. Den kristdemokratiska bayerska koalitionen vann en absolut majoritet i valet, medan FDP inte fick tillräckligt antal röster för att kvalificera till det nya parlamentet.

## Politiska partier
- Christlich-Soziale Union in Bayern  (CSU)
- Tysklands socialdemokratiska parti (SPD)
- Freie Wähler Bayern
- Bündnis 90/Die Grünen Bayern (Die Grünen)
- FDP Bayern (FDP)
- Die Linke
- Ekologiskt-demokratiska partiet (ÖDP)
- Republikanerna (REP)
- Bayernpartiet (BP)
- Piratenpartei Bayern (Piraten)

## Valresultat
Sammanfattning av valresultatet
| Parti | Parti                                               | Ideologi                             | Antal röster och förändring | Antal röster och förändring | Röster i procent och förändring | Röster i procent och förändring | Antalet ledamöter som partiet fick in och förändring | Antalet ledamöter som partiet fick in och förändring | Procent av parlamentsplatserna |
| ----- | --------------------------------------------------- | ------------------------------------ | --------------------------- | --------------------------- | ------------------------------- | ------------------------------- | ---------------------------------------------------- | ---------------------------------------------------- | ------------------------------ |
|       | Christlich-Soziale Union in Bayern (CSU)            | Kristdemokrati                       | 5 632 272                   | +1 028 312                  | 47,7 %                          | +4,3                            | 101                                                  | +9                                                   | 56,1 %                         |
|       | Tysklands socialdemokratiska parti (SPD)            | Socialdemokrati                      | 2 436 515                   | +464 078                    | 20,6 %                          | +2,0                            | 42                                                   | +3                                                   | 23,3 %                         |
|       | Freie Wähler Bayern (FW)                            | Blandad                              | 1 062 244                   | -23 652                     | 9,0 %                           | -1,2                            | 19                                                   | -2                                                   | 10,6 %                         |
|       | Bündnis 90/Die Grünen Bayern (Tysklands miljöparti) | Ekologism                            | 1 018 652                   | +19 541                     | 8,6 %                           | -0,8                            | 18                                                   | -1                                                   | 10,0 %                         |
|       | FDP Bayern (FDP)                                    | Liberalism                           | 389 584                     | -457 643                    | 3,3 %                           | -4,7                            | -                                                    | -16                                                  | -                              |
|       | Die Linke (Tysklands Vänsterparti)                  | Demokratisk socialism                | 251 086                     | -210 669                    | 2,1 %                           | -2,2                            | -                                                    | -                                                    | -                              |
|       | Bayernpartiet (BP)                                  | Secessionism                         | 247 282                     | +130 818                    | 2,1 %                           | +1,0                            | -                                                    | -                                                    | -                              |
|       | Ekologiskt-demokratiska partiet (ÖDP)               | Grön konservatism                    | 239 235                     | +27 035                     | 2,0 %                           | +0,0                            | -                                                    | -                                                    | -                              |
|       | Piratenpartei Bayern (Piraten)                      | Piratparti-ideologi                  | 234 221                     | n/a                         | 2,0 %                           | n/a                             | -                                                    | -                                                    | -                              |
|       | Republikanerna (REP)                                | Nationalkonservatism, euroskepticism | 117 633                     | -28 440                     | 1,0 %                           | −0,4                            | -                                                    | -                                                    | -                              |
|       | Partei für Franken (Die Franken)                    | Regionalism                          | 87 237                      | n/a                         | 0,7 %                           | n/a                             | -                                                    | -                                                    | -                              |
|       | Tysklands nationaldemokratiska parti (NPD)          | Ultra-höger, fascism                 | 74 895                      | -48 504                     | 0,6 %                           | -0,6                            | -                                                    | -                                                    | -                              |
|       | Övriga partier                                      |                                      | 22 019                      | n/a                         | 0,2 %                           | n/a                             | -                                                    | -                                                    | -                              |
|       | Totalt                                              |                                      | 11 812 965                  |                             | 100,0 %                         |                                 | 180                                                  | -7                                                   |                                |